# Flugplatz Börgönd

i7
i11
i13
Der Flugplatz Börgönd (ICAO-Code: LHBD) ist ein mittlerweile ziviler Flugplatz im Komitat Fejér in Ungarn. Er befindet sich etwa zwei Kilometer südwestlich des Bahnhofes Börgönd und der gleichnamigen zu Székesfehérvár gehörenden Siedlung. Der Flugplatz war lange Zeit die Helikopterbasis der Ungarischen Luftstreitkräfte (ungarisch: „Magyar Légierő“). Er war Standort des ehemaligen Kampfhubschrauber-Bataillons, ausgerüstet mit Mil Mi-24.

## Aktuelle Pläne
Bereits 2008 lag eine Genehmigung vor, um den Flughafen-Standort auszubauen, was allerdings bisher nicht geschah. Im Februar 2021 wurden Pläne bekannt, wonach der ungarische Minister für Innovation und Technologie László Palkovics den Flughafen im Rahmen des Regierungsprogramms "Moderne Städte" zusammen mit lokalen Behörden modernisieren will. Dadurch soll der Flughafen für kleine Freizeit- und Geschäftsreiseflugzeuge sowie für die Pilotenausbildung nutzbar werden. Außerdem ist angedacht, dass die nahegelegene Außenstelle der Óbuda-Universität den Flugplatz für Forschungsprojekte nutzen kann.

## Unfälle (Auswahl)
- Am 10. September 2023 stürzte eine T-28 Trojan des Herstellers North American Aviation bei einer Flugshow unweit des Flugplatzes ab. Der 67-jährige Pilot sowie eine weitere 37-jährige Person, die sich im Flugzeug befand, starben bei dem Unglück. Mindestens drei Personen am Boden wurden verletzt.[4][5]